# Гаркуша, Валерий Васильевич
Вале́рий Васи́льевич Гарку́ша (род. 14 марта 1977, Кустанай) — казахстанский футболист и тренер. Входит в тренерский штаб костанайского «Тобола».

## Биография
Родился [14 марта 1977 года в городе Кустанай Казахской ССР.

## Карьера

### Клубная
Валерий Гаркуша родился 14 марта 1977 года в Кустанае. Является воспитанником родного «Тобола». В 1995 году дебютировал в команде и сыграл 2 матча в сезоне. В 2000 году Забил свой первый гол в чемпионате и карьере. Именно в этом сезоне молодой нападающий стал основным игроком в команде. В сезоне 2003 отыграл 31 матч и забил 10 мячей. Уже в следующем году ярко начав сезон, получил серьёзную травму и был вынужден пропустить 16 месяцев. Гаркуша так и не смог набрать оптимальную форму и в 2008 году покинул клуб.
После ухода из «Тобола» на правах свободного агента подписал контракт с «Таразом». Фанатам не понравилось это решение, поэтому на главного тренера команды Дмитрия Огая обрушилась критика. Так и не дебютировав в новой для себя команде, во второй части сезона перешёл в «Актобе», в стан принципиального соперника «Тобола». Играл в «золотом» матче против костанайской команды и впервые стал чемпионом страны. В 2010 году завершил игровую карьеру.

### В сборной
Благодаря успешной игре за «Тобол», в 2001 году Валерий Гаркуша впервые получил вызов в национальную сборную Казахстана. В матче против сборной Азербайджана получил надрыв связок и пропустил полтора года, закрепиться в главной команде страны помешала именно эта травма.

### Тренерская
В 2010 году, после окончания игровой карьеры Валерий Гаркуша открыл новую главу в своей футбольной жизни. Он стал тренером дубля костанайской команды. Проработав там до 2012 года, пошёл на повышение и начал помогать тренерскому штабу главной команды.

## Личная жизнь
Во второй команде «Тобола» играет племянник Валерия — Кирилл Гаркуша.

## Достижения
- Вице-чемпион Казахстана: 2003, 2005, 2007
- Бронзовый призёр чемпионата Казахстана: 2002, 2004, 2006
- Обладатель Кубка Интертото: 2007
- Обладатель Кубка Казахстана: 2007.
- Чемпион Казахстана: 2008